# Казале-Корте-Черро
Казале-Корте-Черро (итал. Casale Corte Cerro) — коммуна в Италии, располагается в регионе Пьемонт, в провинции Вербано-Кузьо-Оссола.
Население составляет 3505 человек (2008 г.), плотность населения составляет 292 чел./км². Занимает площадь 12 км². Почтовый индекс — 28881. Телефонный код — 0323.
Покровителем коммуны почитается святой Георгий, празднование 23 апреля.

## Демография
Динамика населения:

## Администрация коммуны
- Официальный сайт: http://www.comune.casalecortecerro.vb.it/